# 林秉漢
林秉漢，又名兆奎，字伯昭，號聚五，福建漳州府長泰縣善化里人，軍籍，明朝政治人物。

## 生平
五月初五日生，治書经。萬曆二十二年（1594年）甲午科福建鄉試第二十名舉人，萬曆二十三年（1595年）聯捷乙未科會試第八名，廷試三甲第一百七名進士。户部觀政，選翰林院庶吉士，二十四年十月丁母憂，二十八年六月復補庶吉士，改浙江道御史，巡按粤東，值中使采珠，所在骚扰。秉汉疏列七宜罢，言极剀切。又疏列榷璫李凤罪状，粤人诵之。后以议楚藩事忤旨，謫黔臬幕官，遂引去，卒于家。熹宗即位，检旧諫疏，嘉其忠懇，赠太仆寺卿。所著有《若决草》、《长山集》。

## 家族
曾祖林喬腆。祖林英會。父林時躍，廪生。母葉氏。慈侍下。娶沈氏，继娶郭氏。子葵绿、葵紫、葵繡。